# کژژانوو (شهرستان کوتنو)
کژژانوو (به لهستانی:  Krzyżanów) یک روستا در لهستان است که در گمینا کژژانوو واقع شده‌است.